# الکس فلوره‌آ
الکس فلوره‌آ (به انگلیسی: Alex Florea) (زاده ۱۵ سپتامبر ۱۹۹۱) خواننده رومانیایی است.
او در مسابقه آواز یوروویژن ۲۰۱۷ به همراه ایلینکا باسیلا نماینده رومانی بود .